# Ren Jialun
Guo Chao conocido artísticamente como Ren Jialun (en chino: 任嘉伦) o Allen Ren, es un actor chino conocido por haber interpretado a Li Chu en la serie The Glory of Tang Dynasty.

## Biografía
Fue un jugador profesional de tenis de mesa y entrenó junto a los deportistas chinos Zhou Yu y Zhang Jike, sin embargo, tuvo que abandonar el deporte debido a lesiones. 
Desde hace cinco años sale con Nie Huan, la pareja le dio la bienvenida a su primer hijo el 2 de febrero del 2018.

## Carrera
Es miembro de las agencias "Oriental Star Culture" y "H&R Century Pictures Co.,Ltd".
Participó en los programas Super Boy y en "Korean Star".
En 2016 apareció en el elenco recurrente de la serie Noble Aspirations donde interpretó a Liu Weihu, un demonio zorro de seis colas, el hijo de Xiao Bai (Shu Chang) y el hermano mayor de Xiao Qi (Jackson Yee).
Ese mismo año se unió al elenco de la serie Memory Lost donde dio vida a Zhang Muhan, un miembro del equipo de la policía cívica.
El 29 de enero del 2017 se unió al elenco principal de la serie The Glory of Tang Dynasty donde interpretó a Li Chu, es el Príncipe de Guangping, un hombre orgulloso pero apasionado que derrotó con valentía y resolución a sus enemigos para ascender al trono, hasta el final de la serie el 3 de mayo del mismo año.
Ese mismo año realizó una aparición especial en la serie Legend of Dragon Pearl donde interpretó a Li Sixing, un miembro de la Dinastía Ming que decide desaparecer luego de ser testigo de cómo su padre Li Dingguo (He Zhonghua) asesinada a su madre y hermana.
Ese mismo año apareció como invitado en un episodio de la segunda temporada del programa de juegos Ace vs Ace. 
El 9 de julio del 2018 se unió al elenco principal de la serie The Destiny of White Snake donde interpretó a Xu Xuan, el jefe de medicina del Valle y un médico cultivador que fue inmortal y discípulo del Green Emperor en su vida anterior, hasta el final de la serie el 28 de agosto del mismo año.
El 28 de diciembre del 2019 se unió al elenco principal de la serie Under The Power (también conocida como "Beneath the Brocade Robes") donde dio vida a Lu Yi, hasta el final de la serie el 10 de febrero del mismo año.
El 4 de mayo del 2020 se unió al elenco principal de la serie Autumn Cicada donde interpretó a Ye Chong, un joven nacionalista con ideales comunistas, hasta el final de la serie el 30 de mayo del mismo año.
El 18 de junio del mismo año se unió al elenco principal de la serie Love A Lifetime (también conocida como "The Beauty Admires Those Who Grow Old Together", 美人慕白首) donde dio vida a Lin Jing, un hombre con una personalidad rebelde y dominante, y a Nalan Yue, un hombre que soporta la carga de vengar a su familia, hasta el final de la serie el 18 de julio del mismo año.
El 18 de agosto de 2021 se unió al elenco principal de la serie One and Only (también conocida como "Love Your Bones Forever" (一生一世)) donde interpretó a Zhou Shengchen, hasta el final de la serie el 27 de agosto del mismo año. El 6 de septiembre del mismo año se unió al elenco principal de la serie Forever and Ever, donde da vida nuevament a Shengchen. La serie es la secuela de "One and Only".
Ese mismo año se unirá al elenco principal de la serie Lan Yan Tu Ji donde interpretará a Li Xicheng, un bombero.
También se unirá al elenco principal de la serie Never Say Goodbye donde dará vida al oficial de la policía Liu Yuanwen, quien trabaja como encubierto bajo el nombre de "Mu Qing".
Así como al elenco principal de la serie Miss Crow with Mr. Lizard (乌鸦小姐与蜥蜴先生) donde dará vida a Gu Chuan.

## Filmografía

### Series de televisión
| Año         | Título                                | Personaje             | Notas         |
| ----------- | ------------------------------------- | --------------------- | ------------- |
| TBA         | Lan Yan Tu Ji (蓝焰突击)              | Li Xicheng            |               |
| 2022        | Thousand year for you （请君）        | Lu Yan                | [ 15 ]        |
| 2022        | The Blue Whisper (Blue Flame Assault) | Chang Yi              | [ 16 ] [ 17 ] |
| 2021        | Forever and Ever (One and Only 2)     | Zhou Shengchen        | 30 episodios  |
| 2021        | One and Only                          | Zhou Shengchen        | 24 episodios  |
| 2021        | Never Say Goodbye                     | Liu Yuanwen / Mu Qing | 47 episodios  |
| 2021        | Miss Crow with Mr. Lizard             | Gu Chuan (Mr. Lizard) | 37 episodios  |
| 2020        | Love A Lifetime                       | Nalan Yue / Lin Jing  | 45 episodios  |
| 2020        | Autumn Cicada                         | Ye Chong              | 49 episodios  |
| 2019 - 2020 | Under the Power                       | Lu Yi                 | 55 episodios  |
| 2019        | The Lost Tomb 2                       | Xiao Yu               |               |
| 2018        | The Destiny of White Snake            | Xu Xuan / Zi Xuan     | 60 episodios  |
| 2017        | Detective Dee                         | Di Renjie             |               |
| 2017        | Legend of Dragon Pearl                | Li Sixing             |               |
| 2017        | The Glory of Tang Dynasty             | Li Chu                | 92 episodios  |
| 2016        | Memory Lost                           | Zhang Muhan           |               |
| 2016        | Noble Aspirations                     | Liu Weihu             |               |

### Programas de variedades
| Año        | Programa                     | Notas                                         |
| ---------- | ---------------------------- | --------------------------------------------- |
| 2021       | Have Fun                     |                                               |
| 2021       | Ace vs Ace S6                | invitado                                      |
| 2020       | The Greatest Dancer          | miembro                                       |
| 2017, 2020 | Happy Camp                   | 4 episodios - (ep. #981, 992, 998) - invitado |
| 2018       | Give Me Five 2               | (ep. #11-12) - invitado                       |
| 2018       | Shake It Up (Let's Shake It) | miembro                                       |
| 2017       | Keep Running                 | (ep. #5.10) - invitado                        |
| -          | Korean Star                  | concursante                                   |
| -          | Super Boy                    | concursante                                   |

### Revistas / sesiones fotográficas
| Año  | Título                | Notas                            |
| ---- | --------------------- | -------------------------------- |
| 2020 | Trendshealth China    | (publicación de mayo)            |
| 2020 | CéCi China            | (publicación de abril)           |
| 2020 | Cosmopolitan China’s  | (publicación digital de marzo)   |
| 2020 | Harper’s Bazaar Star  | (publicación digital de febrero) |
| 2020 | YSL Beauty            |                                  |
| 2020 | First One Street Snap |                                  |
| 2019 | In Famous             |                                  |
| 2019 | Madame Figaro Mode    | (publicación de julio)           |
| 2019 | Fashionable Magazine  | (publicación de julio)           |

### Eventos
| Año  | Título                   | Notas |
| ---- | ------------------------ | ----- |
| 2020 | Jiangsu TV’s May 5 Gala  |       |
| 2020 | Paris Fashion Week Men's |       |

### Endorsos
| Año   | Título                    | Notas                    |
| ----- | ------------------------- | ------------------------ |
| 2020- | Herbal Essences           | Amigo global de la marca |
| 2020- | Mengniu SuiBian Ice Cream | Portavoz                 |
| 2020- | Tide                      | Embajador                |

## Discografía
| Año  | Canción        | Álbum                            | Notas                                       |
| ---- | -------------- | -------------------------------- | ------------------------------------------- |
| 2017 | "Glory" (荣耀) | OST de The Glory of Tang Dynasty | (canción de inicio de la segunda temporada) |

## Premios y nominaciones
| Año  | Categoría                        | Premio                                     | Trabajo                   | Resultado |
| ---- | -------------------------------- | ------------------------------------------ | ------------------------- | --------- |
| 2018 | Most Commercially Valuable Actor | Golden Data Entertainment Award            | -                         | Ganó      |
| 2017 | Best Actor                       | 4th Hengdian Film and TV Festival of China | The Glory of Tang Dynasty | Ganó      |